# スダン公領

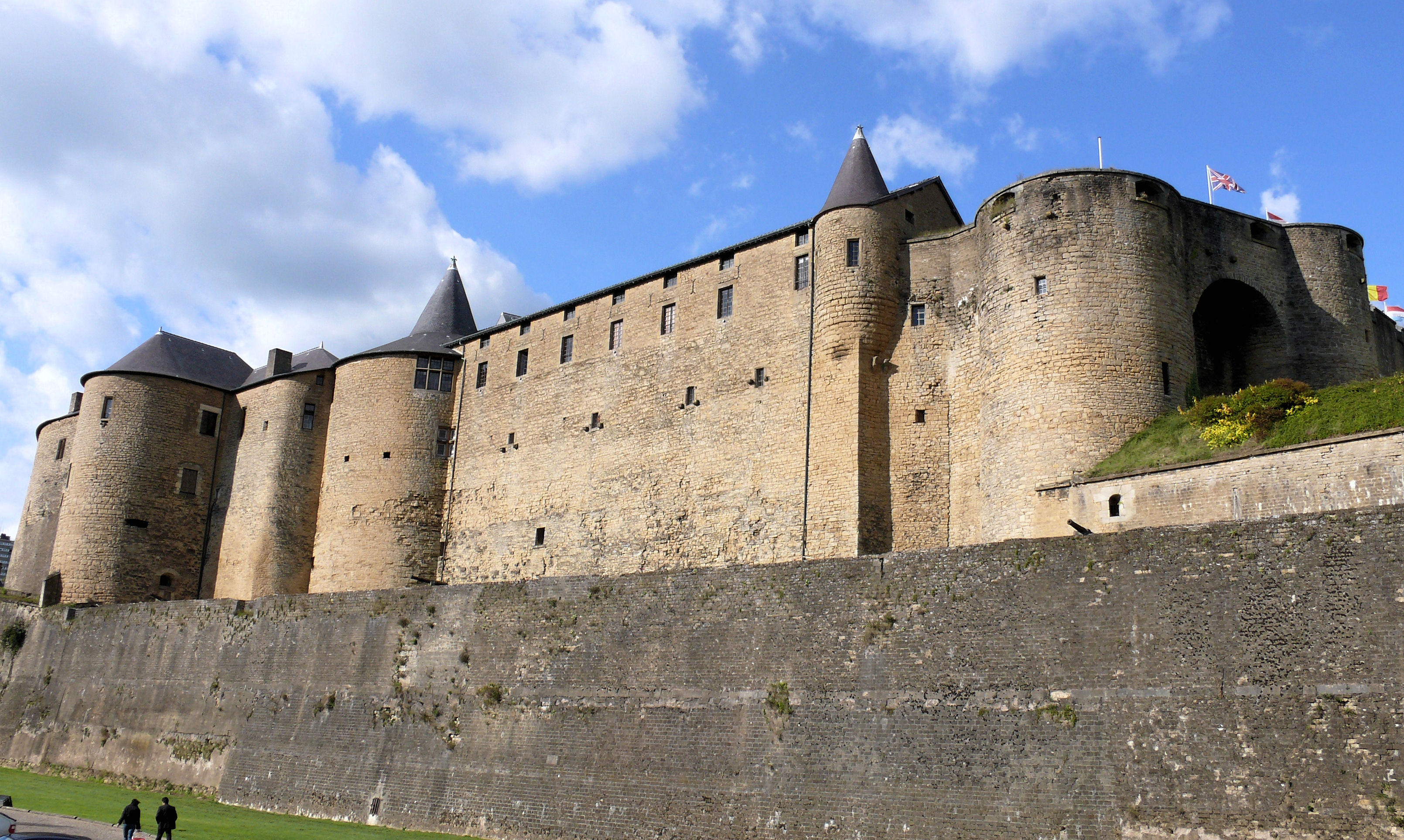
スダン城

マルク＝スダン家の紋章

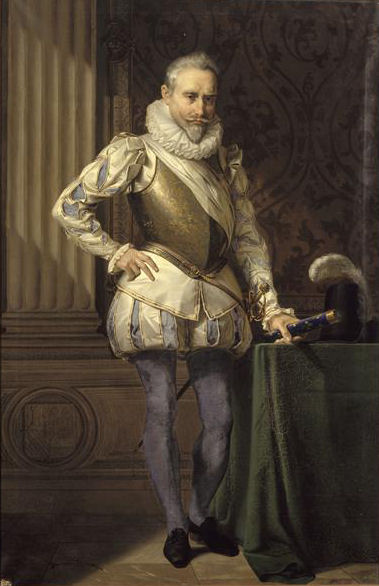
スダン公およびブイヨン公爵アンリ・ド・ラ・トゥール・ドーヴェルニュ、大元帥テュレンヌの父

スダン公国（フランス語: Principauté de Sedan）は、現在のフランス北東部、アルデンヌ地方のスダンを首都として存在した小国家。1560年から1642年まで独立国家としての地位を保った。

## 歴史
1424年、アーレンベルク伯領の支配者エーバーハルト2世/エヴラール2世 (Eberhard II. von der Marck-Arenberg) は、ムーゾンのベネディクト会修道院の封臣だったスダンの領主の地位を入手し、スダン城を建設した。
16世紀中葉、スダンの領主であったマルク家のブイヨン公爵アンリ＝ロベール (Henri-Robert de La Marck) と妻のフランソワーズ（モンパンシエ公ルイ3世の娘）は、宗教改革においてプロテスタントに鞍替えし、1560年にカトリック信徒であるフランス王からの独立を宣言、スダン公 (prince de Sedan) を称した。1562年にヴァシーの虐殺事件が起きた後、スダン公国はフランス語圏のプロテスタント亡命者たちの主な避難先の一つとなった。1579年に設立されたスダン・アカデミーは、ユグノーの通う主要な高等教育機関の一つに数えられた。
アンリ＝ロベールの息子ギヨーム＝ロベール (Guillaume-Robert de La Marck) が1588年に子供のないまま死ぬと、その妹のシャルロット (Charlotte de La Marck) がブイヨン公爵領およびスダン公国の相続人となった。1591年、シャルロットはアンリ・ド・ラ・トゥール・ドーヴェルニュと結婚した。
アンリ・ド・ラ・トゥール・ドーヴェルニュは1602年のビロン公爵によるフランス王アンリ4世暗殺計画事件や、1604年の国王の愛妾ヴェルヌイユ侯爵夫人の宮廷陰謀事件に参加した。これに対する報復として、アンリ4世は1606年にスダン公国に遠征を行っている。その息子で後継者のフレデリック・モーリスも父同様にフランス王権に対する反抗姿勢を見せ、1630年にはオルレアン公による反乱に参加している。
スダンは三十年戦争末期にそのその独立を失った。1641年、フレデリック・モーリスはギーズ公やソワソン伯と一緒に大領主の権力を復活させるための陰謀を計画し、神聖ローマ皇帝フェルディナント3世やスペインの軍事支援を得てラ・マルフェの戦いでフランス国王軍に勝利した。フレデリック・モーリスは翌1642年、サン＝マール侯爵による陰謀計画に関与したことを理由に国王ルイ13世の命令で逮捕され、スダン公国を放棄する約束と引き換えに解放された。こうして、スダンはあっけなくフランス王冠領に再統合された。
フレデリック・モーリスの弟のテュレンヌ子爵アンリは軍人として活躍し、フランス大元帥にまで登りつめた。
1709年、パリの高等法院はフランス大法官アンリ・フランソワ・ダゲッソーの求めに応じ、スダンがフランス王冠領の一部であることを再確認している。

## スダン公
マルク家
- 1560年 - 1574年 アンリ＝ロベール (Henri-Robert de La Marck)
- 1574年 - 1588年 ギヨーム＝ロベール (Guillaume-Robert de La Marck)
- 1588年 - 1594年 シャルロット (Charlotte de La Marck) - 1591年、アンリ・ド・ラ・トゥール・ドーヴェルニュと結婚

ラ・トゥール・ドーヴェルニュ家
- 1591年 - 1623年 アンリ
- 1623年 - 1626年 エリーザベト・フランドリカ・ファン・ナッサウ
- 1626年 - 1642年 フレデリック・モーリス